# Provincia de Mato Grosso
La provincia de Mato Grosso (en portugués: província de Mato Grosso) fue una unidad administrativa y territorial del Imperio del Brasil desde 1821, creada a partir de la capitanía de Mato Grosso. Luego de la proclamación de la República el 15 de noviembre de 1889 pasó a convertirse en el actual estado de Mato Grosso, del cual años más tarde se separó el estado de Mato Grosso del Sur.